# یاکاتش-بورکی
یاکاتش-بورکی (به لاتین: Jakać-Borki) یک روستا در لهستان است که در گمینا شنگادووو واقع شده‌است.